# Рашвил (Небраска)
Рашвил (енгл. Rushville) град је у америчкој савезној држави Небраска.

## Демографија
По попису из 2010. године број становника је 890, што је 109 (-10,9%) становника мање него 2000. године.
| Група             | 2000.       | 2010.       |
| Белци             | 767 (76,8%) | 645 (72,5%) |
| Афроамериканци    | 1 (0,1%)    | 5 (0,6%)    |
| Азијати           | 0 (0,0%)    | 1 (0,1%)    |
| Хиспаноамериканци | 23 (2,3%)   | 54 (6,1%)   |
| Укупно            | 999         | 890         |